# Mandalselva

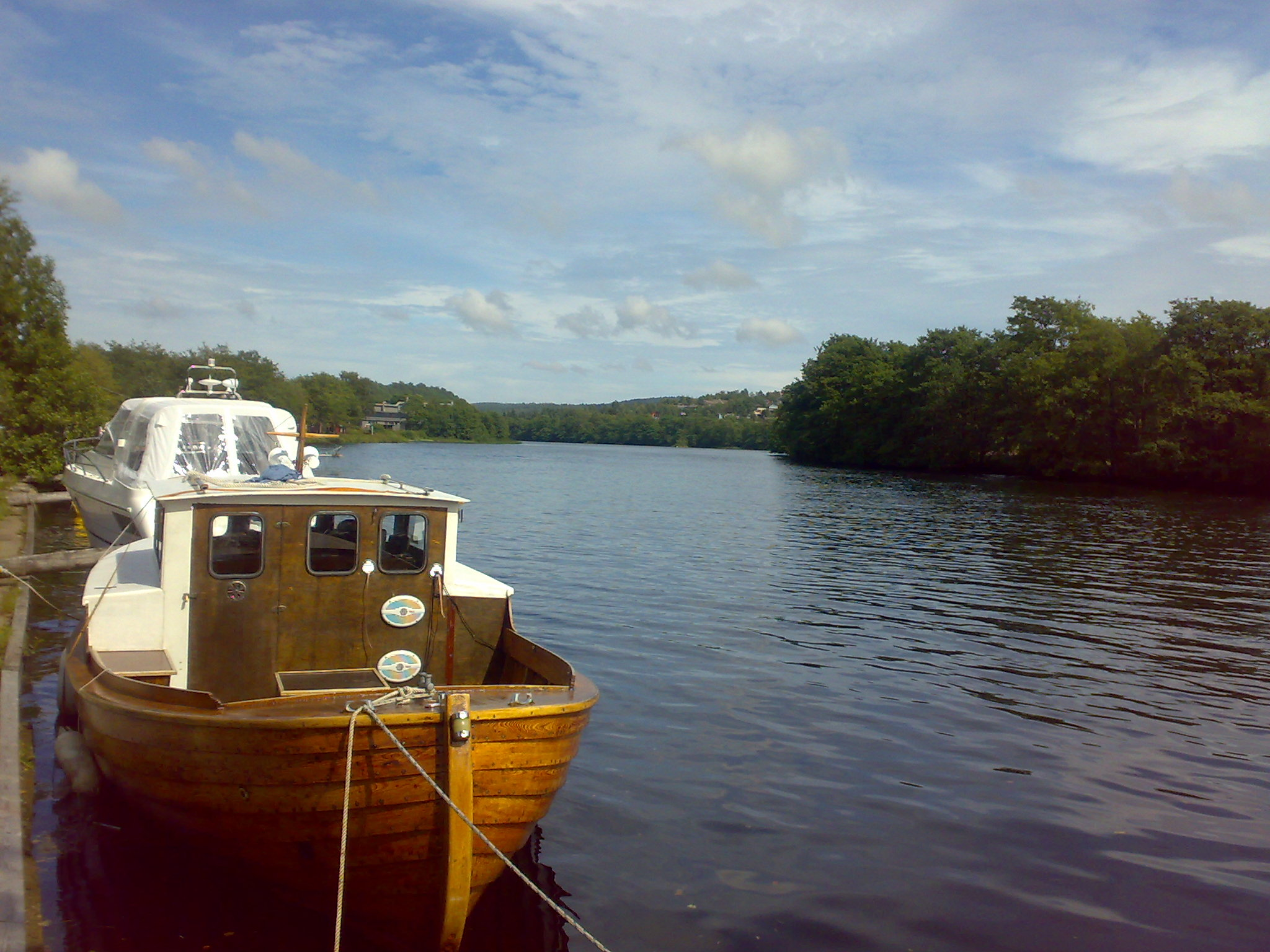
Mandalselva bei Buøy

Die Mandalselva ist ein Fluss im Fylke Agder in Südnorwegen. Sie bildet den Abfluss des Sees Øre, fließt nach Süden und mündet bei Mandal in die Nordsee. Die Gesamtlänge mit Quellflüssen beträgt 115 km.
Der Fluss durchfließt die Kommunen Åseral, Lyngdal und Lindesnes. Die größten Nebenflüsse sind Monn, Logna, Skjerka, Kosåna, Logåna und Røyselandsbekken. Skjerka, Monn und Logna münden in den See Øre. Das Einzugsgebiet umfasst 1.880 km². Der mittlere Abfluss der Mandalselva beträgt 85 m³/s. Im Oktober 1987 gab es mit 675 m³/s die größte Abflussmenge in jüngerer Vergangenheit.

## Wasserkraftnutzung
Die Wasserkraftnutzung im größeren Maßstab begann 1930. Heute befinden sich sechs größere Wasserkraftwerke im Einzugsgebiet:
| Name                | Fertig- stellung | Leistung in MW | Jahres- leistung in GWh | Fallhöhe in m | Betreiber    |
| ------------------- | ---------------- | -------------- | ----------------------- | ------------- | ------------ |
| Logna kraftverk     | 1960             | 19             | 100                     | 154           | Agder Energi |
| Smeland kraftverk   | 1985             | 24             | 112                     | 95            | Agder Energi |
| Skjerka kraftverk   | 1997             | 98             | 570                     | 346           | Agder Energi |
| Håverstad kraftverk | 1957             | 44             | 245                     | 82            | Agder Energi |
| Bjelland kraftverk  | 1947             | 53             | 294                     | 87            | Agder Energi |
| Laudal kraftverk    | 1981             | 26             | 144                     | 36            | Agder Energi |

## Fauna
Die ursprüngliche Lachspopulation wurde als Folge der Versauerung des Flusssystems ausgerottet. Aber eine umfangreiche Kalkzugabe hat zu besseren Umweltbedingungen in dem Fluss geführt, so dass neue Lachsbestände aufgebaut werden konnten.
Lachse und Meerforellen können bis Kavfossen nördlich von Bjelland den Fluss hochschwimmen – eine Flussstrecke von 48 km. Lachse können außerdem ein Stück den Nebenfluss Kosåna hochwandern.
Im Jahre 2006 wurden in der Mandalselva 11,9 t Lachs und 675 kg Meerforelle gefangen. Dies ist ein neuer Angelrekord in der jüngeren Zeit. Der größte Lachs wog 13,9 kg. Der Fluss wurde im Jahre 2006 das sechstbeste Lachsgewässer in Norwegen, nachdem 1997 mit der Kalkzugabe in den Fluss begonnen wurde.